# Badische Ständeversammlung

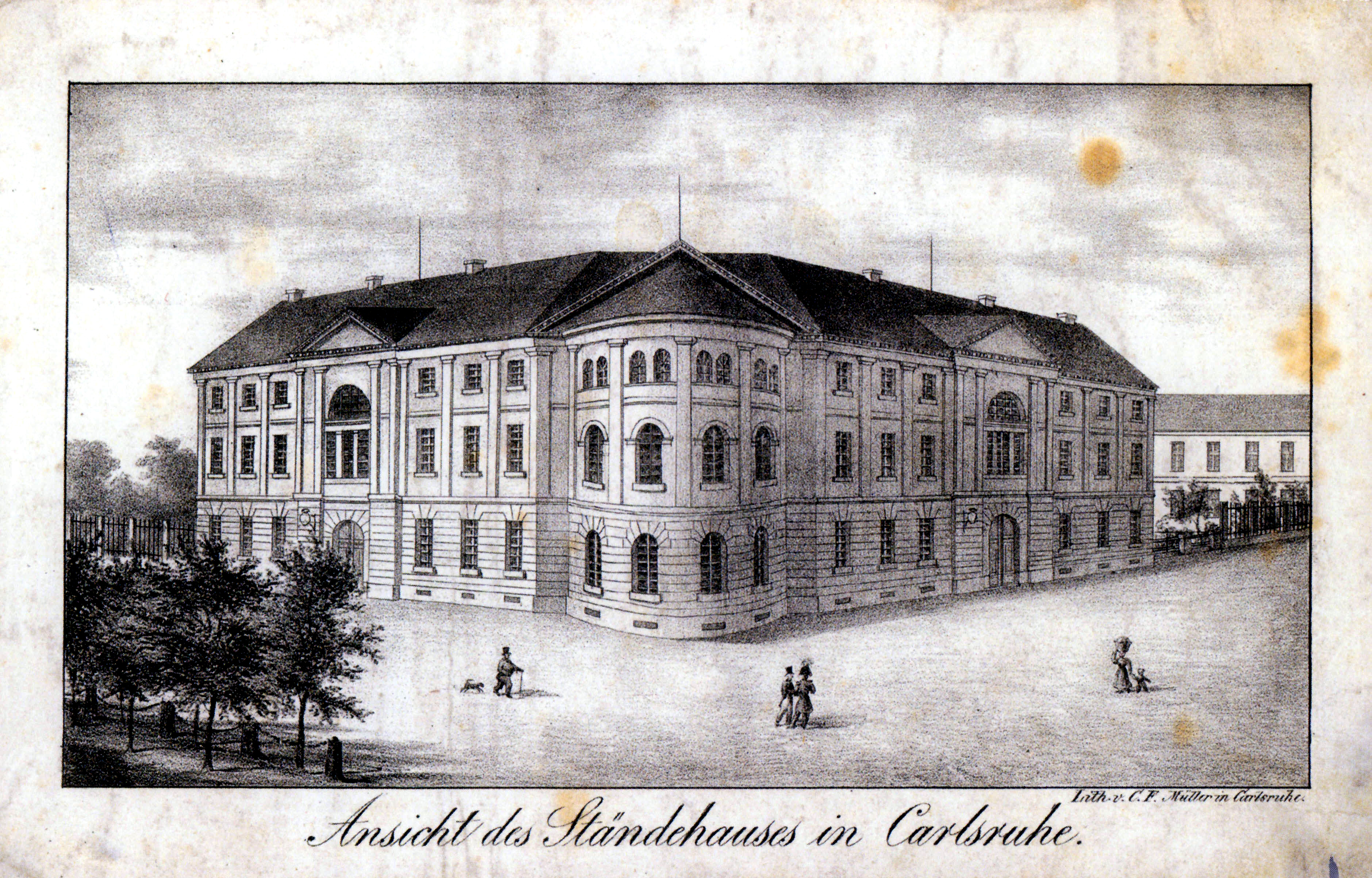
Das Ständehaus in Karlsruhe

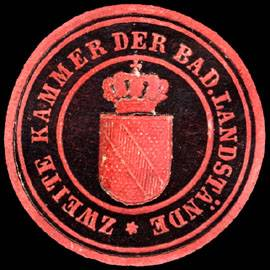
Siegelmarke Zweite Kammer der Badischen Landstände

Die Badische Ständeversammlung war das bis 1918 bestehende Parlament des Großherzogtums Baden. Sie wurde auf Basis der Verfassungsurkunde vom 22. August 1818 eingerichtet und am 22. April 1819 eröffnet. Sie war gemäß § 26 der badischen Verfassung „in zwei Kammern abgeteilt“. Die beiden Kammern traten bis 1822 im Karlsruher Schloss zusammen, danach bezogen sie das neu errichtete Ständehaus in der Residenzstadt Karlsruhe.
Die Zweite Kammer war in der Öffentlichkeit bekannter, da sie vor der Märzrevolution von 1848 als das liberalste und einflussreichste Kammerparlament des Deutschen Bundes galt.

## Die Erste Kammer

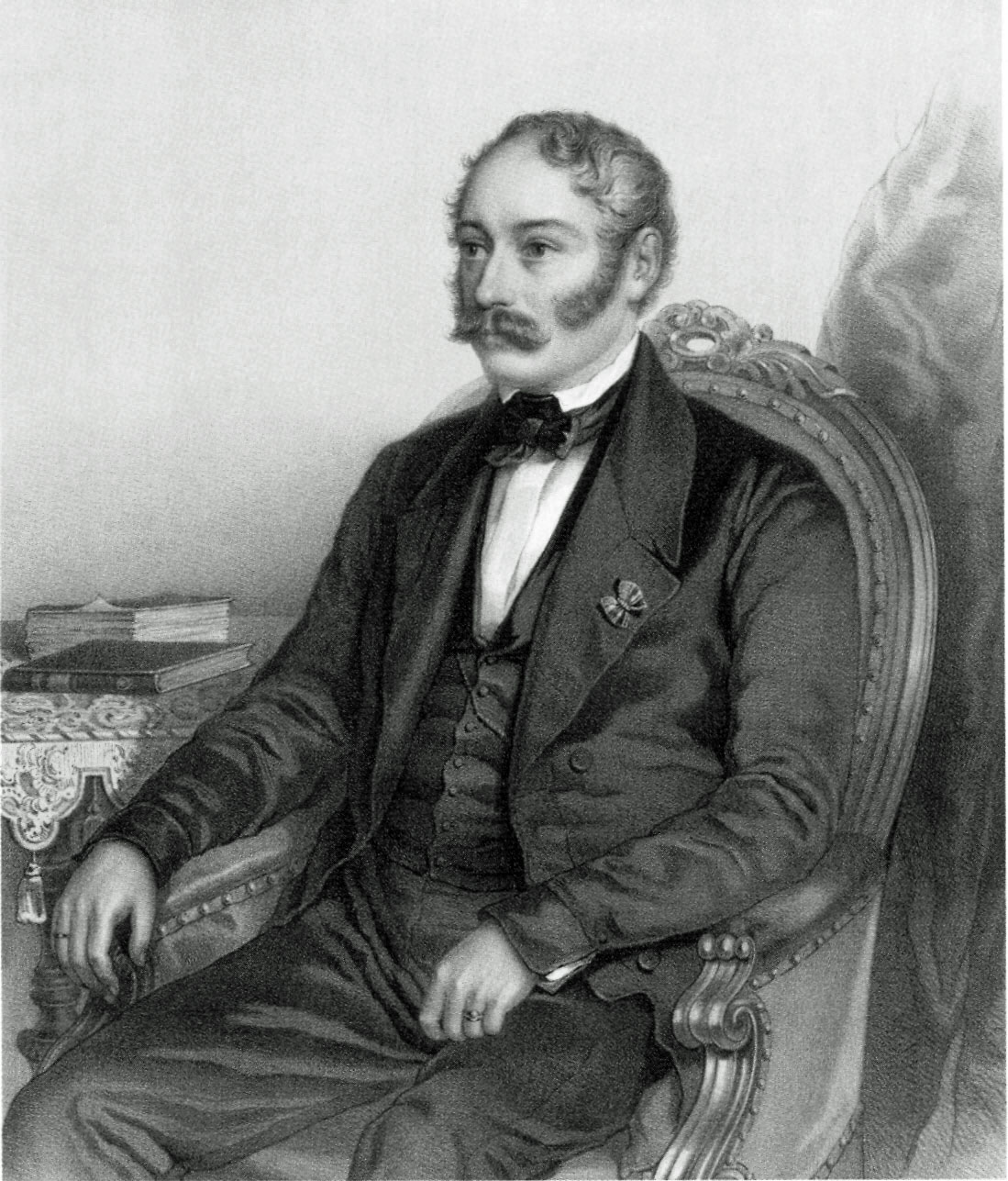
Prinz Wilhelm von Baden um 1830

Die Erste Kammer, das so genannte Oberhaus, bestand gemäß § 27 der Verfassung:
1. aus den Prinzen des großherzoglichen Hauses,
2. aus den Häuptern der standesherrlichen Familien,
3. aus dem (katholischen) Landesbischof und einem vom Großherzog lebenslang ernannten protestantischen Geistlichen mit dem Range eines Prälaten (ab 1904: dem Prälaten der evangelischen Landeskirche),
4. aus acht Abgeordneten des grundherrlichen Adels,
5. aus zwei Abgeordneten der Landes-Universitäten (ab 1904: je einem Abgeordneten der drei Hochschulen),
(ab 1904: 6. aus sechs Abgeordneten, die von den gesetzlich organisierten Berufskörperschaften gewählt werden, und zwar drei von den Handelskammern, zwei von den Landwirtschaftskammern und einer von den Handwerkskammern,)
(ab 1904: 7. aus zwei Oberbürgermeistern der der Städteordnung unterstehenden Städte, aus einem Bürgermeister einer sonstigen Stadt mit mehr als 3000 Einwohnern und aus einem Mitglied eines der Kreisausschüsse; die Oberbürgermeister und der Bürgermeister werden von den Mitgliedern der Stadträte und der Gemeinderäte, das Mitglied des Kreisausschusses von sämtlichen Mitgliedern der Kreisausschüsse des Landes gewählt,)
6. (ab 1904: 8.) aus den vom Großherzog, ohne Rücksicht auf Stand und Geburt zu Mitgliedern dieser Kammer ernannten Personen.
Zwar war die Erste Kammer auch teilweise mit prominenten Oppositionspolitikern besetzt, so vertrat Karl von Rotteck anfangs die Universität Freiburg, insgesamt jedoch war die öffentliche Wirkung der Kammer begrenzt, insbesondere auch weil über das Ernennungsrecht des Großherzogs in der Kammer stets die von der Regierung gewünschten Mehrheitsverhältnisse hergestellt werden konnten.
Erster Präsident war Prinz Wilhelm von Baden (1819–1858), erster Vizepräsident war Karl Egon II. zu Fürstenberg.

## Die Zweite Kammer
Die 63 Abgeordneten der Zweiten Kammer wurden zunächst für acht Jahre gewählt. Ein Viertel der Abgeordneten wurde jeweils nach zwei Jahren neu gewählt, jeder Abgeordnete war wieder wählbar. Der erste Landtag eröffnete am 22. April 1819 eine 31 Sessionen umfassende Sitzungsperiode (→ siehe dazu auch die Liste der Mitglieder der Badischen Ständeversammlung 1819). Ab 1904 betrug die Wahlperiode vier Jahre, und  das Volk wählte die Abgeordneten von nun an direkt; überdies wurde deren Anzahl auf 73 erhöht.

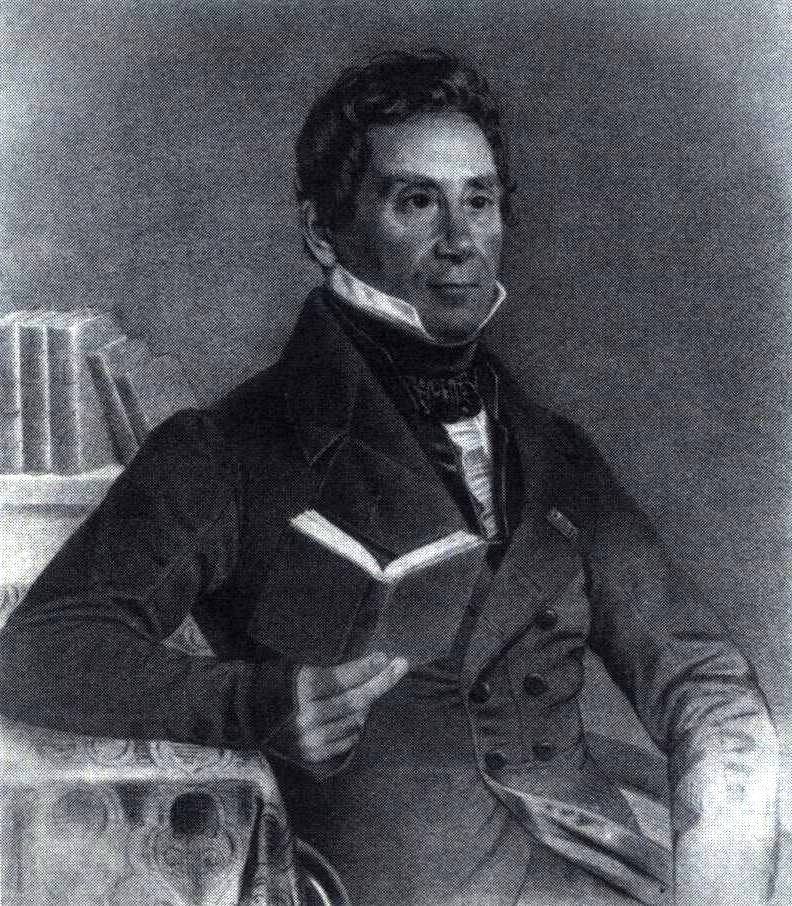
Karl Friedrich Nebenius

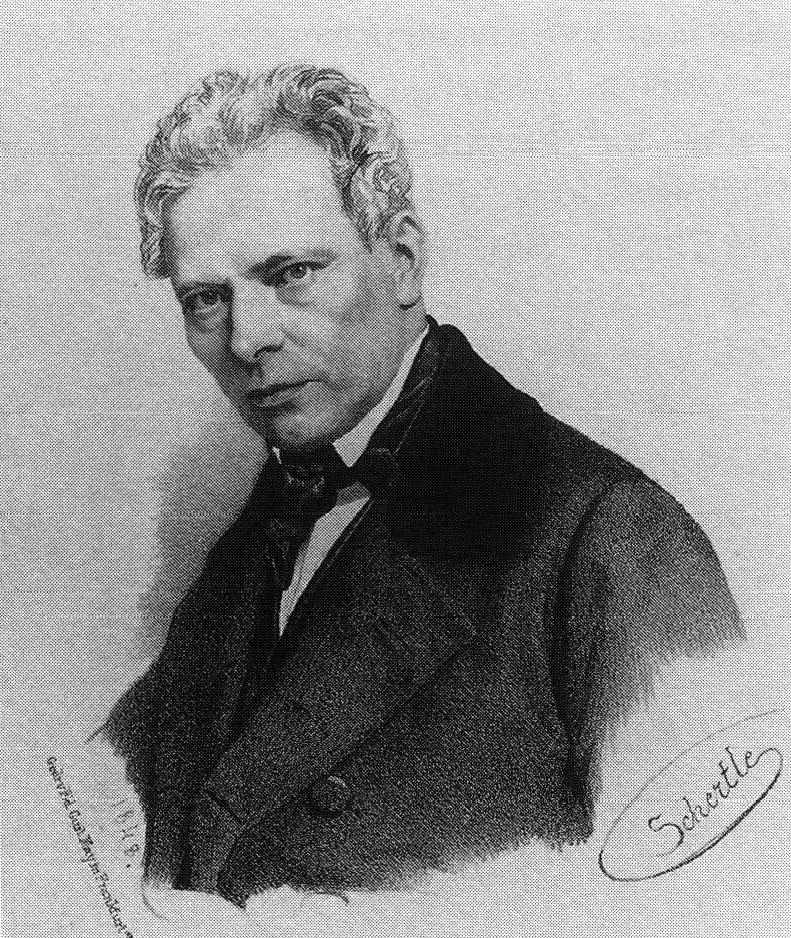
Welcker 1848 (Lithografie nach einer Zeichnung von Valentin Schertle)

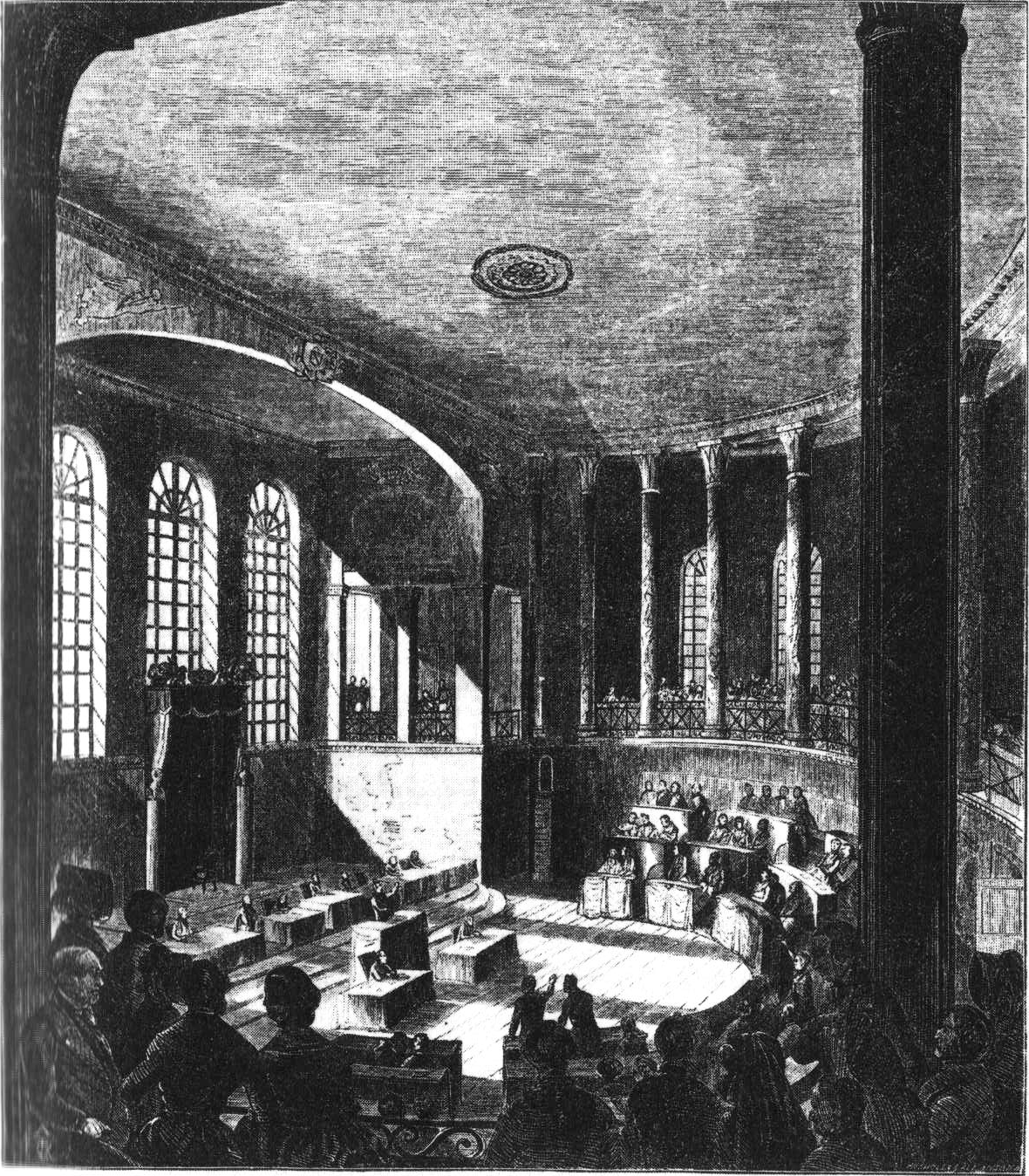
Zeitgenössische Darstellung einer Sitzung der Zweiten Kammer im Jahr 1845

### Die Zeit von 1819 bis 1831
Die oppositionelle Bedeutung der Zweiten Kammer der Ständeversammlung über Baden hinaus war auch Folge des vergleichsweise freizügigen Wahlrechts. Die Wahl zur Zweiten Kammer erfolgte in einem zweistufigen Modus über Wahlmänner, wobei weder für die Urwähler, noch für die Wahlmänner besondere Beschränkungen galten, so dass alle männlichen Staatsbürger ab dem 26. Lebensjahr, die als Bürger in einem Wahldistrikt registriert waren, das Wahlrecht besaßen. Damit schieden zwar Frauen und auch alle Männer ohne volles Gemeindebürgerrecht aus, darunter typischerweise alle Dienstboten, Gesellen oder Arbeiter, dennoch konnten, insbesondere nach Aufhebung des Schutzbürgerstatus 1831, ca. 70 % der männlichen Bevölkerung an den Wahlen uneingeschränkt teilnehmen. Für das passive Wahlrecht lagen die Zugangsschranken zwar höher, aber durch die freie Auswahl unter Kandidaten auch außerhalb des Wahldistrikts wurde die Möglichkeit der Wahl von populären Abgeordneten auch außerhalb ihrer Heimatstadt stark erhöht.
Von besonderer Bedeutung war das Budgetrecht der Zweiten Kammer der Ständeversammlung. Darüber hinaus sah die von Karl Friedrich Nebenius entworfene Verfassung vor, dass die Zustimmung beider Kammern für alle Gesetze, die „die Freiheit der Person oder das Eigentum der Staatsangehörigen“ betrafen, erforderlich war.
Insgesamt bot die Verfassung für die Zeit vergleichsweise umfassende Möglichkeiten oppositioneller Einflussnahme. Hinzu kam eine bereits vor 1830 einsetzende Reihe von bedeutenden liberalen und demokratischen Oppositionspolitikern, darunter Johann Adam von Itzstein, Karl von Rotteck und Carl Theodor Welcker sowie in den 1840ern Friedrich Daniel Bassermann, Friedrich Hecker, Alexander von Soiron, Adolf Sander und Karl Mathy, was Metternich veranlasste, in der badischen Zweiten Kammer „unleugbar die ausgeprägtesten Demagogen Deutschlands“ wiederzufinden. Auch für die katholische Sozialpolitik gilt die Zweite Kammer aufgrund der von Joseph von Buß am 25. April 1837 gehaltenen „Fabrikrede“ als relevanter Meilenstein. Die Fabrikrede wird oft als erste sozialpolitische Rede vor einem deutschen Parlament bezeichnet.
Zunächst jedoch waren die ersten Sitzungsperioden der Zweiten Kammer stark beeinflusst von der Politik des Deutschen Bundes, die infolge der Karlsbader Beschlüsse durch eine grundsätzliche Einschränkung der bürgerlichen Freiheiten und eine Stärkung der monarchischen Regierungen geprägt war. Hierbei wurde 1825 auch die Verfassung des Großherzogtums zu Gunsten der Regierung abgeändert.

### Die Ära Winter
Erst 1831 konnte die Ständeversammlung nach der Berufung Winters zum badischen Innenminister die ersten liberalen Akzente setzen, für die das Parlament im Deutschen Bund Bekanntheit als „die eigentliche Schule des vormärzlichen Liberalismus“. erlangte. Zum einen brachte die hauptsächlich aus Beamten bestehende und daher oft als Geheimratsliberalismus bezeichnete Opposition des Reformlandtags von 1831 die Regierung zur Rücknahme der Verfassungsänderung von 1825 und erwarb sich so einen Ruf als Verteidiger der Verfassung. In mehreren Gesetzen folgte die als Bauernemanzipation bezeichnete Aufhebung der verbliebenen Feudalrechte wie Fronen und Zehnten sowie eine Liberalisierung der Gemeindeordnungen. Von besonderer Bedeutung war darüber hinaus das Pressegesetz, das die Vorzensur abschaffte. Dieses Gesetz musste auf Druck Österreichs und Preußens 1832 wieder zurückgenommen werden und bildete fortan einen der Hauptstreitpunkte zwischen Opposition und Regierung.
Der liberale Forderungskatalog wurde 1831 durch die Motion Welcker, in der erstmals öffentlich die Einrichtung einer Volksvertretung beim Bundestag gefordert wurde und die damit in einer Linie zu den späteren Motionen Bassermanns und schließlich zur Frankfurter Nationalversammlung steht, vervollständigt. Die Bemühungen des Abgeordneten Jakob Wilhelm Speyerer, nach dem Badischen Judenedikt von 1809 und dessen Abschwächungen in den folgenden Jahren nunmehr die vollständige rechtliche Gleichstellung der Juden herbeizuführen, scheiterte jedoch aufgrund des starken Eindrucks, den die Denkschrift Die jüdische Nationalabsonderung nach Ursprung, Folgen und Besserungsmitteln. Oder über die Pflichten, Rechte und Verordnungen zur Verbesserung der jüdischen Schutzbürgerschaft in Deutschland, Heidelberg 1831, des Heidelberger Theologen Heinrich Eberhard Gottlob Paulus hinterlassen hatte, am geschlossenen Widerstand der Abgeordneten. Als einziger stimmte der Abgeordnete Albert Ludwig Grimm aus Weinheim mit Speyerer für die vollständige rechtliche Gleichstellung.

### Die Ära Blittersdorf
Nach dem Tod Winters 1838 gewann Außenminister Blittersdorf maßgeblichen Einfluss auf die badische Politik. Erst jetzt konnte sich die seit 1833 im Deutschen Bund nach dem Hambacher Fest und dem Frankfurter Wachensturm vorherrschende konservativ-reaktionäre Strömung auch im Großherzogtum voll auswirken. Blittersdorf versuchte durch eine Stärkung der Ersten Kammer sowie der Kompetenzen des Deutschen Bundes die Einflussmöglichkeiten der Zweiten Kammer zu beschneiden. Darüber hinaus versuchte er vor allem, die oppositionelle Beamtenschaft zu disziplinieren und auf die Regierungspolitik zu verpflichten. Hierbei nahm Blittersdorf allerdings keine Rücksichten auf die politische Stimmung in Baden und vergiftete so das innenpolitische Klima nachhaltig.
Der Druck der Regierung erzeugte größere Anstrengungen bei der Opposition, so dass der Wahlkampf von 1842 mit einer nicht gekannten Härte und Politisierung der Bevölkerung geführt wurde. Dabei wurde auch Großherzog Leopold in die Auseinandersetzung verwickelt, was sein öffentliches Ansehen beschädigte. Die Maßregelung der in der Zweiten Kammer vertretenen Beamtenschaft provozierte eine politische Lagerbildung, bei der sich große Teile der Bevölkerung mit der Opposition solidarisierten und diese mit unterstützenden Petitionen und Dankadressen zur Verteidigung der Verfassung aufrief. Die Feiern zum fünfundzwanzigjährigen Bestehen der Verfassung 1843 führten zu einer Vielzahl von Großdemonstrationen gegen die Regierung Blittersdorf im ganzen Land.
Siehe auch: Liste der Mitglieder der Badischen Ständeversammlung 1842

### Die Regierungen Nebenius, Boeckh und Bekk

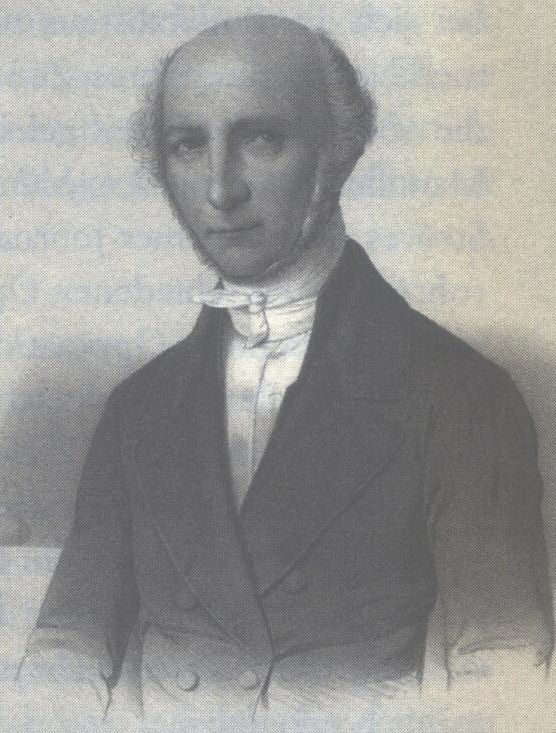
Johann Baptist Bekk

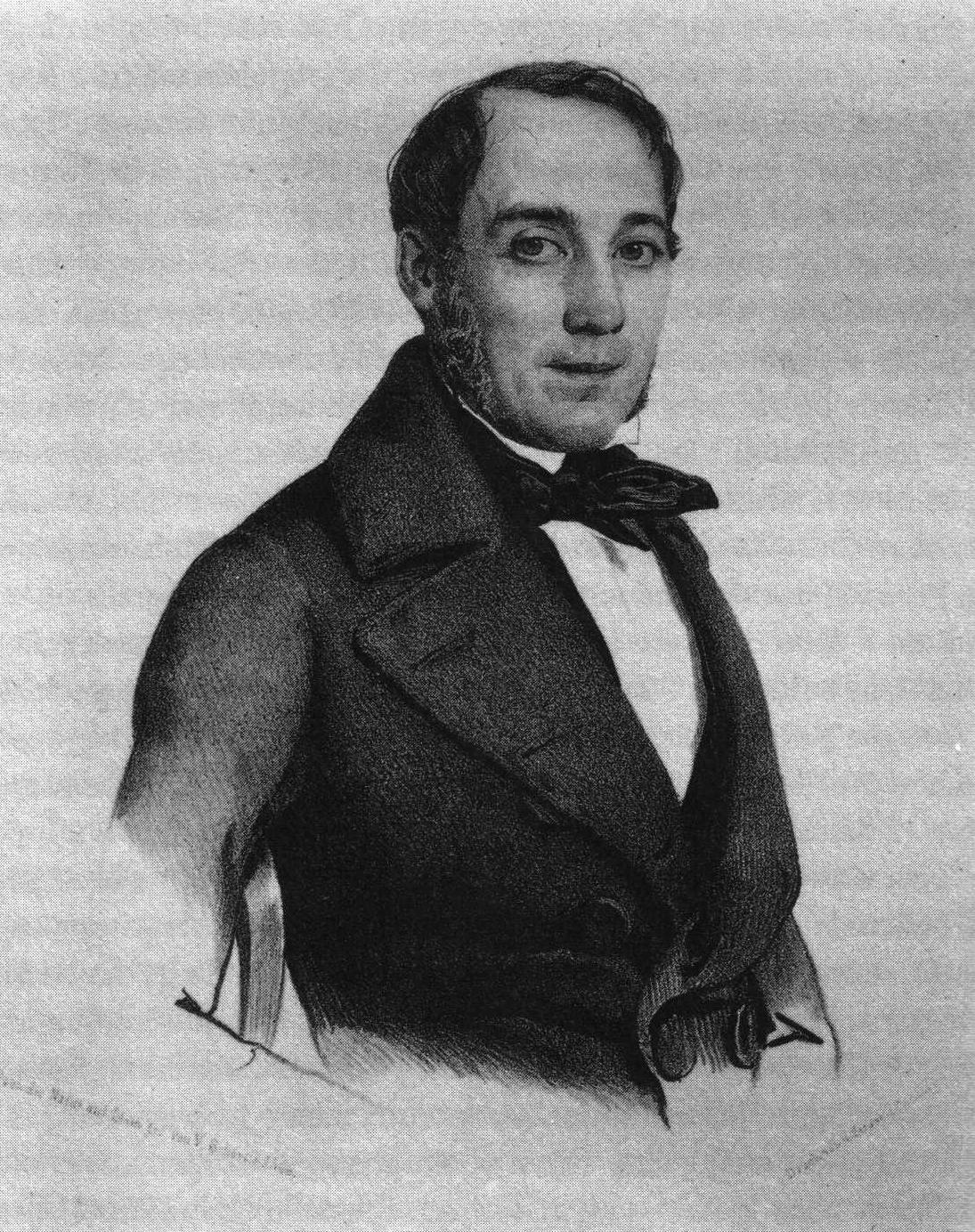
Karl Mathy, 1842 (Lithografie)

1843 organisierte Bassermann im Rahmen des Urlaubsstreits, bei dem die badische Regierung Beamten, die für die Opposition in die Zweite Kammer gewählt wurden, den Urlaub und damit die Wahrnehmung ihres Mandates verweigern wollte, die Ablehnung des Regierungsbudgets und erzwang mit dem ersten parlamentarischen Misstrauensantrag der deutschen Geschichte den Rücktritt des konservativen Ministeriums unter Blittersdorf. Zwar wurde nun Nebenius zum Innenminister und 1844 noch Nebenius' Weggefährte Boeckh zum Staatsminister berufen, ein kurzfristiger Politikwechsel erfolgte jedoch nicht. Als in den Wahlen von 1845/46 die Opposition eine klare Mehrheit erzielen konnte und die politische Stimmung durch den Streit um den Deutschkatholizismus noch verschärft wurde, musste sich der Monarch endgültig zwischen einer Verschärfung des Kurses und einem Nachgeben entscheiden. Leopold, beraten von Joseph von Radowitz, entschied sich im Dezember 1846 für eine liberalere Position und berief Johann Baptist Bekk zum Innenminister und Staatsminister. Bekk sicherte im Dezember 1846 entgegen vielen Erwartungen die Annahme des Regierungsbudgets durch die Zweite Kammer, was allerdings die Aufspaltung der bisher einheitlich auftretenden Opposition in einen liberalen Flügel um Welcker sowie einen nicht kompromissbereiten radikalen Flügel mit Itzstein als Führungspersönlichkeit in Gang setzte.
Am 12. Februar 1848 forderte Bassermann im Rückgriff auf seinen vergleichbaren Antrag von 1844 (Motion Bassermann) und den Antrag Welckers von 1831, eine vom Volk gewählte Vertretung beim Bundestag in Frankfurt am Main. Diese Forderung war mit ein Auslöser der Märzrevolution in Deutschland und führte über die Heidelberger Versammlung der 51 und das Vorparlament schließlich zum ersten frei gewählten Parlament für Deutschland, der Frankfurter Nationalversammlung.

### Die Zweite Kammer in der Badischen Revolution
Im Rahmen der Badischen Revolution gehörte die Auflösung der Ständeversammlung zu den drei Forderungen der Revolutionäre, die der Regierung Bekk nach der Meuterei der Rastatter Garnison am 13. Mai 1849 überbracht wurde. Am Folgetag übernahmen die Revolutionäre um Amand Goegg und Lorenz Brentano die Regierungsgewalt. Am 17. Mai ordnete der Landesausschuss die Auflösung beider Kammern an. Stattdessen wurde die Wahl zu einer konstituierenden Versammlung angesetzt, die am 10. Juni erstmals zusammentrat. Nach der Niederschlagung der Erhebung durch preußische Truppen wurde die alte Verfassung wiederhergestellt.

### Nach der Revolution
Nach der Niederschlagung der Revolution wurden in ganz Baden 23 Revolutionäre hingerichtet, die wesentlichen Führer des Aufstands waren aber zum größten Teil ins Ausland geflohen. Trotz Besatzung durch die Preußische Armee und der Berufung eines konservativen Ministeriums unter Friedrich Klüber fiel die Gegenreaktion im Bereich der Politik vergleichsweise milde aus. Die demokratischen und liberalen Standpunkte waren auch in der Bevölkerung vorerst nicht mehr gefragt, an Freiheiten und umfassende Bürgerrechte war vorerst nicht zu denken. Entsprechend fielen die Wahlergebnisse aus. Auch wurden die Vertreter des Liberalismus, beispielsweise Georg Gottfried Gervinus, durch kleinliche Prozesse gegängelt. Trotzdem blieb Baden ein Verfassungsstaat und die Bürokratie blieb bis auf wenige Ausnahmen in den Händen der alten Beamtenschaft. Die wirtschaftliche Not der 1850er wurde durch Auswanderung vor allem unterer Schichten gelindert, was die politischen Verhältnisse weiter konservierte und für entsprechende Mehrheiten in der Ständeversammlung sorgte. Erst im Zuge des Österreichisch-italienischen Krieges 1859 kam es wieder zu nennenswerten politischen Debatten jenseits der Tagespolitik. Die Gräben verliefen nun zwischen Anhängern der kleindeutschen Lösung, die eine schnelle Einheit Deutschlands unter preußischer Führung anstrebten, und Anhängern der großdeutschen Lösung, die Österreich unterstützten und oft antipreußisch eingestellt waren.
Ein weiteres relevantes Thema waren die Streitigkeiten des Großherzogtums mit der katholischen Kirche. Dieser Streit führte 1860 zur Bildung einer liberalen Regierung unter maßgeblicher Beteiligung von Abgeordneten der Zweiten Kammer und der Führung von Anton von Stabel. Maßgeblich geprägt von Franz von Roggenbach leitete die Regierung einen Kurswechsel ein und näherte ihre Arbeitsweise der eines demokratischen Parlaments ein, indem sie Politik gemeinsam mit der Mehrheit der Zweiten Kammer der Ständeversammlung gestaltete.
Dies änderte sich erst wieder im Zuge der politischen Streitigkeiten zwischen Preußen und Österreich 1866. Nach dem Rücktritt der Regierung infolge der Niederlage im Krieg von 1866 berief der Großherzog Karl Mathy zum Präsidenten des Staatsministeriums. Mathy, als Kammerabgeordneter in den 1840ern als Linker gefürchtet, kehrte, gestützt auf seinen Innenminister Julius Jolly, wieder zu einer gouvernementaleren Regierungsweise zurück, die zwar rechtsstaatliche Prinzipien beachtete, sich aber nicht besonders bemühte, den Wünschen der Zweiten Kammer entgegenzukommen. Entsprechend forderte die Zweite Kammer vehement und schließlich mit Erfolg Gesetze zur Pressefreiheit und der Ministerverantwortlichkeit. Die Verfassungsänderungen der Regierung Mathy von 1867 sowie 1868 brachten der Ständeversammlung das Gesetzesinitiativrecht und das Recht der Ministeranklage. Die Zweite Kammer erhielt zudem das Recht, ihren Präsidenten selbst zu wählen. 1904 wurde die Wahlperiode auf vier Jahre verkürzt.

## Wahlbezirke
Bei der Einteilung der Wahlbezirke wurde nicht – wie heute – eine möglichst gleiche Anzahl Wahlberechtigter pro Abgeordneten angestrebt, sondern die wirtschaftliche Bedeutung für den Staatshaushalt bestimmte die Einteilung der Wahlbezirke. Die 63 Abgeordneten (22 aus den Stadtwahlbezirken und 41 aus den Ämterwahlbezirken) repräsentierten demnach schon aufgrund der Einteilung der Wahlbezirke die wirtschaftlich prosperierenden Landesteile stärker.
Eine Liste der Wahlbezirke findet sich jeweils in den Listen der Mitglieder der Badischen Ständeversammlung (z. B. Liste der Mitglieder der Badischen Ständeversammlung 1842).

### Stadtwahlbezirke
Bei der Einteilung der Wahlbezirke erhielten zunächst 14 Städte einen Sonderstatus. Karlsruhe und Mannheim stellten je 3 Abgeordnete, Heidelberg, Freiburg, Pforzheim und Lahr je 2. Überlingen, Konstanz, Offenburg, Rastatt, Baden-Baden, Durlach, Bruchsal und Wertheim wählten je einen Abgeordneten, so dass in den 14 städtischen Wahlbezirken insgesamt 22 Abgeordnete gewählt wurden.
Nach § 35 der Wahlordnung wurde die Zahl der Abgeordneten In Berücksichtigung theils ihrer commerziellen Bedeutenheit, theils ihrer früheren Verhältnisse, theils und vorzüglich aber in Betrachtung ihres stärkeren Beytrags zu den indirecten Abgaben… festgelegt.

### Ämterwahlbezirke
Das Land außerhalb der Stadtwahlbezirke wurde in 41 Ämterwahlbezirke eingeteilt, die je einen Abgeordneten stellten. § 34 der Wahlordnung besagte, dass die Festlegung mit Rücksicht auf die directe Steuer-Last der verschiedenen Ämter erfolgen solle.

## Fraktionen in der Zweiten Kammer bis 1870
Politische Parteien im modernen Sinne entwickelten sich erst nach dem Jahre 1860. Bis dahin lassen sich im Wesentlichen die beiden Grundströmungen einer konservativen oder liberalen Gesinnung der Abgeordneten unterscheiden. Eine konservative Gesinnung war mit der Regierungspolitik des bestehenden Obrigkeitsstaates in der Regel konform, eine liberale Einstellung ging mit einer mehr oder weniger stark ausgeprägten oppositionellen Haltung einher.
Bereits in den Anfangsjahren des badischen Parlaments kam es in der Zweiten Kammer zur Bildung von Fraktionen.
Von 1831 bis ins Revolutionsjahr 1848 bildeten sich jeweils folgende Fraktionsstärken:
| Wahljahr        | Entschiedene Oppositions- anhänger | Gemäßigte Oppositions- anhänger | Indifferente | Gemäßigte Regierungs- anhänger | Entschiedene Regierungs- anhänger | Ultramontane (Katholiken) | Gesamtzahl der Sitze |
| --------------- | ---------------------------------- | ------------------------------- | ------------ | ------------------------------ | --------------------------------- | ------------------------- | -------------------- |
| 1831            | 18                                 | 15                              | 20           | 6                              | 4                                 |                           | 63                   |
| 1833            | 18                                 | 16                              | 19           | 5                              | 5                                 |                           | 63                   |
| 1835            | 18                                 | 15                              | 14           | 9                              | 7                                 |                           | 63                   |
| 1837/38         | 17                                 | 13                              | 15           | 10                             | 8                                 |                           | 63                   |
| 1839/40         | 17                                 | 12                              | 15           | 12                             | 7                                 |                           | 63                   |
| 1841/42         | 17                                 | 11                              | 13           | 14                             | 8                                 |                           | 63                   |
| 1842            | 22                                 | 9                               | 4            | 19                             | 9                                 |                           | 63                   |
| 1843/45         | 22                                 | 9                               | 1            | 22                             | 9                                 |                           | 63                   |
| 1845/46         | 22                                 | 12                              | 1            | 20                             | 8                                 |                           | 63                   |
| 1846            | 28                                 | 10                              | 2            | 13                             | 7                                 | 3                         | 63                   |
| 1847/49         | 25                                 | 12                              | 2            | 13                             | 8                                 | 3                         | 63                   |
| 1848 (April)    | 28                                 | 16                              | 4            | 6                              | 5                                 | 4                         | 63                   |
| 1848 (Dezember) | 30                                 | 14                              | 4            | 6                              | 5                                 | 4                         | 63                   |

Wegen der Ereignisse des dritten badischen Aufstands im Rahmen der Deutschen Revolution ging die Ständeversammlung am 14. Mai 1849 de facto auseinander. Am 3. Juni 1849 stimmten die wahlberechtigten Männer Badens nach der Wahlordnung der deutschen Nationalversammlung über die Zusammensetzung einer konstituierenden Landesversammlung ab. Die Tätigkeit der Badischen verfassunggebende Versammlung von 1849 beschränkte sich jedoch auf die kurze Zeit vom 10. bis 30. Juni 1849.
Von 1850 bis zur deutschen Reichseinigung 1871 gab es folgende Zusammensetzung der Zweiten Kammer:
| Wahljahr | Demokraten | Liberale | Gemäßigte Liberale | Indifferente | Gemäßigte Konservative | Konservative | Ultramontane (Katholiken) | Gesamtzahl der Sitze |
| -------- | ---------- | -------- | ------------------ | ------------ | ---------------------- | ------------ | ------------------------- | -------------------- |
| 1850/51  |            | 24       | 10                 | 7            | 8                      | 8            | 6                         | 63                   |
| 1851/52  |            | 21       | 9                  | 8            | 7                      | 10           | 8                         | 63                   |
| 1854     |            | 18       | 9                  | 13           | 6                      | 10           | 7                         | 63                   |
| 1855/56  |            | 25       | 8                  | 13           | 4                      | 7            | 6                         | 63                   |
| 1857/58  |            | 29       | 7                  | 12           | 4                      | 6            | 5                         | 63                   |
| 1859/60  |            | 37       | 5                  | 6            | 4                      | 4            | 7                         | 63                   |
| 1861/63  |            | 49       | 3                  | 3            | 2                      | 3            | 3                         | 63                   |
| 1863/65  |            | 53       | 2                  | 2            | 2                      | 1            | 3                         | 63                   |
| 1865/66  | 20         | 39       | 1                  | 2            |                        |              | 1                         | 63                   |
| 1867/68  | 3          | 57       |                    |              |                        | 1            | 2                         | 63                   |
| 1869/70  | 2          | 55       |                    |              |                        | 1            | 5                         | 63                   |

## Die Ständeversammlung von 1870 bis 1918

Friedrich Kiefer (1830–1895)

1870 wurde die Wahlkreiseinteilung der Zweiten Kammer überarbeitet und das allgemeine und gleiche Wahlrecht eingeführt. 1904 wurde das direkte Wahlrecht eingeführt. Ebenso änderte sich die Zusammensetzung der Ersten Kammer. Vertreter der Berufskörperschaften, Abgeordnete der Handelskammer, der Landwirtschaftskammer und der Handwerkskammer wurden aufgenommen. Reichsweit Aufmerksamkeit erregte die Zusammenarbeit von Nationalliberalen, Demokraten und Sozialdemokraten im Großblock seit 1905.
Die nachfolgende Tabelle zeigt die Verteilung der Sitze in der Zweiten Kammer des badischen Landtags seit der Reichsgründung bis zum Ende der Monarchie:
| Wahljahr | National- liberale Partei | Katholische Volkspartei / Zentrum | Sozial- demokraten | Demokraten / Volkspartei | Freisinnige | Konservative Partei | Bund der Landwirte | Anti- semiten | Sonstige | Gesamtzahl der Sitze |
| -------- | ------------------------- | --------------------------------- | ------------------ | ------------------------ | ----------- | ------------------- | ------------------ | ------------- | -------- | -------------------- |
| 1871     | 51                        | 9                                 |                    | 3                        |             |                     |                    |               |          | 63                   |
| 1873     | 50                        | 10                                |                    | 3                        |             |                     |                    |               |          | 63                   |
| 1875     | 47                        | 13                                |                    | 3                        |             |                     |                    |               |          | 63                   |
| 1877     | 48                        | 12                                |                    | 3                        |             |                     |                    |               |          | 63                   |
| 1879     | 42                        | 15                                |                    | 3                        |             | 2                   |                    |               |          | 63                   |
| 1881     | 31                        | 23                                |                    | 5                        | 1           | 3                   |                    |               |          | 63                   |
| 1883     | 35                        | 19                                |                    | 6                        | 2           | 1                   |                    |               |          | 63                   |
| 1885     | 43                        | 14                                |                    | 5                        |             | 1                   |                    |               |          | 63                   |
| 1887     | 52                        | 9                                 |                    | 1                        |             | 1                   |                    |               |          | 63                   |
| 1889     | 47                        | 13                                |                    | 1                        | 1           | 1                   |                    |               |          | 63                   |
| 1891     | 32                        | 21                                | 2                  | 4                        | 2           | 2                   |                    |               |          | 63                   |
| 1893     | 30                        | 23                                | 3                  | 4                        | 1           | 2                   |                    |               |          | 63                   |
| 1895     | 32                        | 21                                | 3                  | 4                        |             | 2                   |                    | 1             |          | 63                   |
| 1897     | 26                        | 21                                | 5                  | 5                        | 1           | 2                   |                    | 2             |          | 63                   |
| 1899     | 23                        | 23                                | 6                  | 5                        | 2           | 2                   | 1                  | 1             |          | 63                   |
| 1901     | 24                        | 23                                | 6                  | 5                        | 2           | 1                   | 1                  | 1             |          | 63                   |
| 1903     | 25                        | 23                                | 6                  | 6                        | 2           |                     |                    |               | 1        | 63                   |
| 1905     | 23                        | 28                                | 12                 | 5                        | 1           | 3                   | 1                  |               |          | 73                   |
| 1909     | 17                        | 26                                | 20                 |                          | 7           | 2                   | 1                  |               |          | 73                   |
| 1913     | 20                        | 30                                | 13                 |                          | 5           | 5                   |                    |               |          | 73                   |

### Nationalliberale
Die Entwicklung der Liberalen vom Club des Besitz- und Bildungsbürgertums zur politischen Partei kam in den sechziger Jahren allmählich in Gang. Bei einer Volksversammlung in Offenburg beschlossen 700 Anwesende am 26. Juli 1862, künftig in regelmäßigen Abständen zu Versammlungen auf Landesebene kommen zu wollen. Als ständige Kommission für die anfallenden Tätigkeiten zwischen den Versammlungen wählten sie 30 Personen, welche wiederum einen Ausschuss einzusetzen hatten. 1865 drohte eine Spaltung des badischen Liberalismus, als sich unter Führung von Friedrich Kiefer eine Landtagsfraktion linker Liberaler unter der Bezeichnung Fortschrittspartei bildete, deren knapp zwei Dutzend Mitglieder einen schärferen Kulturkampf gegen die katholische Kirche forderten. Der Krieg von 1866 lenkte die Aufmerksamkeit jedoch zunächst in eine andere Richtung. Die nationale Frage verdrängte nun die kulturkämpferischen Themen und Anfang November 1868 traf sich Friedrich Kiefer mit einigen Liberalen, darunter den drei Landtagsabgeordneten August Lamey, Carl Eckhard und Johann Bluntschli, um in Offenburg Gespräche zur Intensivierung der Parteiarbeit zu führen. Als Reaktion auf die Gründung der Katholischen Volkspartei am 9. Mai trafen sich wenig später die Liberalen am 23. Mai 1869 erneut in Offenburg, um die lose Parteistruktur nun deutlich zu straffen und als Nationalliberale Partei den Weg Badens in ein von Preußen geführtes Deutsches Reich zu begleiten. Dank des indirekten Wahlrechts gelang es den Nationalliberalen bis 1881 und dann wieder von 1885 bis 1891 und ein letztes Mal von 1895 bis 1897 die absolute Mehrheit der Sitze in der Zweiten Kammer zu behaupten. Bis zur Umsetzung der Wahlrechtsreform 1905 blieben sie stets die stärkste Fraktion, weshalb sie sich so lange wie möglich gegen das direkte Wahlrecht für den Landtag gesträubt hatten.

### Katholische Volkspartei und Zentrum

Franz Xaver Lender (1830–1913)

Zur Unterstützung ihrer Kirche im Kulturkampf formierten sich 1862 katholische Abgeordnete im badischen Landtag in der sogenannten Kasinobewegung, welche sich jedoch alsbald mit einem Verbot konfrontiert sah. Eine Versammlung einiger tausend Katholiken in Bruchsal führte am 9. Mai 1869 zur Gründung der Katholischen Volkspartei. Die Katholiken fühlten sich im Großherzogtum als wirtschaftlich und sozial benachteiligte Bevölkerungsgruppe, welche zwar zwei Drittel der Gesamtbevölkerung stellte, jedoch hauptsächlich auf dem Land in strukturschwachen Gebieten lebte und ihre Interessen bisher kaum angemessen zum Ausdruck bringen konnte. Wegen des indirekten Wahlrechts und interner Streitigkeiten brauchte die katholische Volkspartei, die sich auf Reichsebene dem Zentrum anschloss, Jahrzehnte, ehe sie ab 1905 als stärkste Fraktion in der Zweiten Kammer auftreten konnte. Die überragende Figur in diesem langen politischen Wachstumsprozess war der Partei- und Fraktionsvorsitzende Franz Xaver Lender. Bis zum Ende der Monarchie gewann die Partei keinen bestimmenden Einfluss auf die Regierungspolitik.

### Sozialdemokratie
Als in Baden die Großstädte wuchsen, nahm vor allem in Mannheim, Pforzheim und Karlsruhe die Schicht der Fabrikarbeiter zu. Bereits im Jahre 1849 entstand in Konstanz ein Arbeiterbildungsverein. Erste Ansätze einer Gewerkschaftsbewegung zeigten sich in der Gründung eines Mannheimer Vereins der Drucker im Jahre 1863, der sich Typographia nannte. Ihm folgte drei Jahre später ein ähnlicher Zusammenschluss der Tabakarbeiter. Die Vertretung der Zigarrenarbeiter trat 1868 in Mannheim dem Allgemeinen Deutschen Arbeiterverein (ADAV) bei, der sich als erster sozialdemokratischer Ortsverein in Baden gebildet hatte. In Pforzheim entstand im August 1869 der Gewerkverein der Deutschen Gold- und Silberarbeiter. Im selben Jahr entstand in Pforzheim ein Ortsverein der Sozialdemokratischen Arbeiterpartei (SDAP). 1875 gingen ADAV und SDAP in der Sozialistischen Arbeiterpartei auf. Das durch Bismarck initiierte Gesetz gegen die gemeingefährlichen Bestrebungen der Sozialdemokratie hemmte auch in Baden die Entwicklung der Sozialdemokraten, wenn auch die Regierung in den Jahren von 1881 bis 1887 weniger streng gegen diese vorging. Als das Gesetz 1890 aufgehoben wurde, setzte eine Gründungswelle sozialdemokratischer Vereine ein. Rasch entwickelte sich die neu gegründete SPD zu einer starken politischen Kraft auch in Baden. Bei der Reichstagswahl 1890 gewann August Dreesbach als erstes SPD-Mitglied ein Mandat im Reichstag. Im Oktober 1891 zogen mit August Dreesbach und Philipp August Rüdt erstmals zwei Sozialdemokraten – beide aus dem Mannheimer Wahlkreis – als Abgeordnete in die Zweite Kammer des Badischen Landtags ein. Die SPD konnte auf ein vitales Netzwerk von Gewerkschaften, Arbeitervereinen und Genossenschaften zählen und bezog ihre Kraft aus dem spezifischen Milieu der sozial benachteiligten Arbeiterschaft. Der sogenannte Klassenfeind, welcher Politik und Gesellschaft dominierte, bekämpfte die Sozialdemokratie und ihre Anhänger als „Reichsfeinde“, die es auszugrenzen galt.

### Linksliberale
Der Linksliberalismus hatte sich in Baden nach der Niederwerfung der Revolution von 1849 nie mehr völlig erholt. Die Nachfolger von Friedrich Hecker und Gustav Struve waren in Baden weit weniger populär als im benachbarten Württemberg, wo die alten Revolutionäre von 1848 die Demokratische Volkspartei zu einer bestimmenden politischen Kraft formten. Der badische Liberalismus war durch den starken Einfluss Preußens auf die badische Politik nach 1850 überwiegend nationalliberal geprägt. Während sich die Nationalliberalen der Gunst ihres Großherzogs stets erfreuen konnten, blieben die großdeutsch denkenden Demokraten eine weniger bedeutende Kleinpartei. Die hauptsächlich in Mannheim erfolgreich agierenden Demokraten, die den Anschluss an ein von Preußen geführtes Reich ablehnten, schlossen sich der Deutschen Volkspartei an, welche die württembergischen Demokraten mit einigen Gleichgesinnten anderer deutscher Länder 1866 gegründet hatten. Eine weitere linksliberale Komponente in Baden ergab sich durch den von Bismarck 1878 erzwungenen Rechtsruck der Nationalliberalen, der eine Folge der Schutzzollpolitik und der Sozialistengesetze war. Einige wenige insbesondere in Südbaden beheimatete linksliberale Politiker spalteten sich deshalb vom Nationalliberalismus ab und fanden Aufnahme in der Freisinnigen Partei.

### Konservative
Nach der Reichseinigung völlig bedeutungslos waren die Konservativen. Erst 1879 schafften sie wieder den Einzug in die Zweite Kammer des Landtags, blieben aber stets eine unbedeutende Splittergruppe. Der führende Politiker dieser Fraktion war Emil von Stockhorn.

## Liste der Kammerpräsidenten
In der folgenden Übersicht sind die beiden jeweiligen Kammerpräsidenten aufgelistet.
| Dauer         | Präsidenten der Ersten Kammer                    |
| ------------- | ------------------------------------------------ |
| 1819 bis 1858 | Wilhelm Markgraf von Baden                       |
| 1859 bis 1860 | Wilhelm Prinz von Baden                          |
| 1861 bis 1863 | Wilhelm Fürst zu Löwenstein-Wertheim-Freudenberg |
| 1863 bis 1866 | Wilhelm Prinz von Baden (2. Mal)                 |
| 1867 bis 1872 | Robert von Mohl                                  |
| 1873 bis 1880 | Hermann Obkircher                                |
| 1881 bis 1882 | Edwin Benckiser                                  |
| 1883 bis 1887 | Karl Rüdt von Collenberg-Bödigheim               |
| 1887 bis 1888 | Eugen von Seyfried                               |
| 1889 bis 1892 | Friedrich Serger                                 |
| 1893 bis 1897 | Wilhelm Prinz von Baden (3. Mal)                 |
| 1897 bis 1906 | Karl Prinz von Baden                             |
| 1907 bis 1918 | Max Prinz von Baden                              |

| Dauer         | Präsidenten der Zweiten Kammer |
| ------------- | ------------------------------ |
| 1819          | Johann Bernhard Siegel         |
| 1820          | Josef Karl Kern                |
| 1822 bis 1823 | Mathias Föhrenbach             |
| 1825          | Josef Karl Kern (2. Mal)       |
| 1828          | Isaak Jolly                    |
| 1831          | Mathias Föhrenbach (2. Mal)    |
| 1833 bis 1840 | Carl Mittermaier               |
| 1841          | Johann Georg Duttlinger        |
| 1842 bis 1846 | Johann Baptist Bekk            |
| 1846 bis 1849 | Carl Mittermaier (2. Mal)      |
| 1850 bis 1851 | Johann Baptist Bekk (2. Mal)   |
| 1851 bis 1854 | Johann Baptist Bader           |
| 1855 bis 1860 | Karl Junghanns                 |
| 1861 bis 1870 | Georg Martin Hildebrandt       |
| 1871 bis 1876 | Ludwig Kirsner                 |
| 1876 bis 1892 | August Lamey                   |
| 1893 bis 1906 | Albert Gönner                  |
| 1906          | Karl Wilckens                  |
| 1907 bis 1908 | Constantin Fehrenbach          |
| 1909 bis 1917 | Rupert Rohrhurst               |
| 1917 bis 1918 | Johann Zehnter                 |
| 1918          | Ferdinand Kopf                 |

## Öffentlichkeit
Die Verhandlungen der Kammer waren in der Regel öffentlich. Die zur Beratung des jeweiligen Gegenstandes eingesetzte Kommission konnte aber bestimmen, ob die Verlesung des Berichts und die anschließende Diskussion in öffentlicher oder geheimer Sitzung erfolgen sollte. Das Plenum konnte mit Dreiviertelmehrheit eine Entscheidung der Kommission für eine geheime Sitzung aufheben. Geheime Sitzungen blieben aber Ausnahmen. Die Kammer führte grundsätzlich geheime Sitzungen durch, wenn es um Personalia ging, die nicht zu den Wahlprüfungen gehörten, oder wenn die Öffentlichkeit einen besonderen Druck ausübte, wie zum Beispiel 1855/56 bei einer Debatte über den Eisenbahnbau. Gelegentlich wurden Sitzungen nicht öffentlich abgehalten, wenn das Sittlichkeitsgefühl des Publikums betroffen sein könnte, wie zum Beispiel 1850 die Diskussion über den „Gesetzentwurf, die Ernährung unehelicher, nicht anerkannter Kinder betreffend“. In den Protokollen wurden die geheimen Sitzungen oftmals trotzdem wiedergegeben.
Frauen waren als Publikum ab 1820 zugelassen. Die badische Ständeversammlung war in dieser Hinsicht das erste deutsche Parlament, das dies erlaubte. Es könnte sein, dass die Frage bei der Erstellung des Geschäftsordnungsentwurfs und der anschließenden Debatte derselben vergessen wurde. Einen expliziten Beschluss gab es dazu wohl nicht. Schon bei der ersten Sitzung der Zweiten Kammer am 22. April 1819 war die Sitzung von einem „gemischten“ Publikum (Männer und Frauen) stark besucht, was in den Wochen darauf anhielt. Von der Kurstadt Baden-Baden aus soll es in den 1830er Jahren einen regelrechten Ausflugstourismus der Kurgäste ins Karlsruher Ständehaus gegeben haben. Den Höhepunkt bildeten diesbezüglich die Landtage ab 1846, die in der Regel vor vollbesetzten Rängen abliefen. Erst in den 1850er Jahren kehrte hier wieder „Normalität“ ein.

## Nach der Novemberrevolution
Nach der Novemberrevolution von 1918, die auch in Baden zur Abdankung des großherzoglichen Hauses am 14. November 1918 führte, erfolgte am 5. Januar die Wahl zur badischen Nationalversammlung. Parallel arbeitete eine von der badischen Landesregierung eingesetzte Kommission einen Verfassungsentwurf aus, der auf maßgeblichen Druck der SPD nur noch ein Einkammersystem vorsah. Im April 1919 wurde die neue Verfassung mit großer Mehrheit vom Volk bestätigt. Die Ständeversammlung wurde durch den Badischen Landtag ersetzt.